# Beek (Heringsdorf)
Die Beek, historisch auch Aal-Beek, Ahl-Beeke oder Aalbach[e], ist ein Wasserlauf im Gebiet der Gemeinde Heringsdorf auf Usedom im Landkreis Vorpommern-Greifswald. Sie ist der natürliche Abfluss des Gothensees und damit des Thurbruchs zur Ostsee. Der Ortsteil Ahlbeck ist nach dem Gewässer benannt.
Die Beek beginnt am nordöstlichen Ende des südöstlichen Ausläufers des Gothensees und verläuft in nordöstlicher Richtung durch die Parchenniederung zum Ortsteil Ahlbeck, der von ihr seinen Namen hat. Dieser circa 2900 m lange Abschnitt ist begradigt. Von der Bahnstrecke zwischen Ahlbeck und Heringsdorf an verläuft sie auf einer Länge von mehr als 1200 m unterirdisch verrohrt durch Ahlbeck bis zur Ostsee.

## Geschichte
Nach dem Ende der letzten Eiszeit entstand das Thurbruchbecken. Im Verlauf der Littorina-Transgression hatte die Ostsee zwischen 8000 und 6000 v. u. Z. durch die Parchenniederung direkten Zugang zum Thurbruchbecken. Danach setzte ein Prozess der Vermoorung ein. Bei Sturmhochwasser gelangte über die Parchenniederung und die Beek bis ins 19. Jahrhundert immer wieder Ostseewasser in Gothensee und Thurbruch.
Im Mittelalter wurden die Beek und der Hauptzufluss des Gothensees, die Bäck als ein Fluss angesehen und als Lassovnisza bezeichnet. Herzog Barnim I. schenkte 1243 die Lassovnisza dem Kloster Stolpe. In Mitte des 13. Jahrhunderts kam es zu Grenzstreitigkeiten mit dem Kloster Grobe in deren Folge die Lassovnisza an Grobe abgetreten werden musste. Bis zur Säkularisation des Klosters bildete die Beek die Grenze der Klosterbesitzungen. Danach war sie Grenze des Amtes Pudagla, das dem jeweiligen Landesherrn bzw. dem Staat gehörte. Die Beek ist in der Lubinschen Karte von 1618 eingezeichnet. In der Parchenniederung befand sich zu dieser Zeit noch der von ihr durchflossene Parchensee. In der Nähe der Mündung in die Ostsee zeichnete Eilhard Lubin eine Aalkiste (Ale kiste) ein, was auf die besondere Bedeutung des Aalfangs in diesem Gebiet hinweist.
Carl Leonhard Müller von der Lühne, Besitzer des am linken Ufer gelegenen Gutes Gothen, ließ um 1700 an der Aal-Beeke, etwa 400 Meter hinter der Aalkiste, eine Wassermühle errichten. Er verpachtete die Getreide- und Schneidemühle an Michael Agner, einen Müller aus der Stargarder Heide. Der Mühlenstau führte zu einem ständigen hohen Wasserstand im Thurbruch, was sich ungünstig auf die Weiden der anliegenden Dörfer auswirkte, da die Wiesen häufig überschwemmt wurden. Nach der Karte von Schwatke betrug die Breite der Aal-Beck im Abschnitt zwischen dem Gothensee und dem Parchensee bis zu 80 Meter. Franz Balthasar Schönberg von Brenkenhoff, vom preußischen König Friedrich II. mit der Melioration des Thurbruchs beauftragt, kaufte daher 1772 die Mühle für 3700 Taler und ließ sie abtragen. Dadurch konnte das Wasser aus dem Gothensee wieder ungehindert abfließen. Am rechten Ufer der Aal-Beek wurden zwölf Kolonistenfamilien angesiedelt. Sie wurden dienstverpflichtet, den Wasserablauf der Beek zu gewährleisten; insbesondere hatten sie den Abschnitt zwischen dem Parchensee und der Mündung ständig freizuhalten.
Ende des 18. Jahrhunderts war der Wasserabfluss wieder unzureichend. Die Mündung der Aal-Beek, die östlich des Parchensees mehr als sechs Meter Breite erreichte, war versandet. Wahrscheinlich war eingewehter Sand aus der Korswandter Heide die Ursache, die damals noch nicht ausreichend aufgeforstet war. Schließlich wurden die Aal-Beek und der Knüppelgraben mit einem Kostenaufwand von zusammen 600 Talern gereinigt.
Mit der Fertigstellung des Sackkanals 1819 war die Aal-Beek nicht mehr der alleinige Abfluss von Gothensee und Thurbruch. Sie führte nun weniger Wasser. Nach der zeitweisen Trockenlegung des Gothensees ab 1860 über den Sackkanal ging der Abfluss durch die Beek nochmals stark zurück. Um 1870 hatte sie meist kein fließendes Wasser, da auch die Mündung versandet war, und trocknete im Sommer zeitweise aus. Der Parchensee verlandete.
1898 wurde die Beek kanalisiert und innerhalb der Ortsbebauung Ahlbecks verrohrt. Mit dem Rohr wurde sie auch durch die Stranddünen geführt.